# Havstrøm
En havstrøm er en strøm af vand, som strømmer mere eller mindre vedvarende i et af Jordens verdenshave.
Havstrømme er vigtige for mange organismer i havet. Steder, hvor en havstrøm rammer kontinentalsoklen, opstår der upwelling, som er livsgrundlaget for mange små og større havdyr.
Havstrømme flytter enten koldt eller varmt vand. Koldstrømme dannes ved polerne, og de indeholder forholdsvis meget ferskvand, som stammer fra smeltevand. Varmstrømme dannes ved ækvator og rummer et højt saltindhold. Udtrykket den termohaline circulation beskriver den globale masse-drevne cirkulation i havene. Den termohaline cirkulation bliver somme tider benævnt havenes store transportbånd.
Havstrømmene har en meget markant indflydelse på klimaet og derfor også på de kontinenter, de passerer. Havstrømmene betyder en hel del for gennemsnitstemperaturen over land, men det væsentligste er nok deres betydning for nedbørsmønstret. I store træk betyder koldstrømme, at regnen falder over havet, sådan at landjorden bliver forholdsvis tør. Mange ørkener ligger lige dér, hvor en koldstrøm passerer (Sahara eller Namibia f.eks.). Modsat betyder varme strømme, at der sker en øget fordampning over havet, sådan at der falder forholdsvis meget nedbør over land. Mange regnskove ligger ud for varme havstrømme, f.eks. Olympic rain forest i USA og regnskovene i New Zealand.
De vigtigste havstrømme er følgende: (k = koldstrøm; v = varmstrøm)
- Nordhavet
  - Østgrønlandske havstrøm k
  - Norske havstrøm v

- Atlanterhavet
  - Labrador k
  - Golfstrømmen v
  - Nordatlantiske strøm v
  - Nordækvatoriale havstrøm v
  - Sydækvatoriale havstrøm v
  - Nordbrasilianske havstrøm v
  - Guinea havstrøm v
  - Angola havstrøm K
  - Brasilianske havstrøm v
  - Benguela havstrøm k
  - Sydatlantiske havstrøm k
  - Malvinas havstrøm k

- Stillehavet
  - Aleutiske havstrøm k
  - Humboldtstrøm (eller peruvianske havstrøm) k
  - Kuroshio strøm (eller japanske havstrøm) v
  - Nordækvatoriale havstrøm v
  - Sydækvatoriale havstrøm v
  - Cromwell understrøm k

- Indiske Ocean
  - Agulhas havstrøm v
  - Østmadagascar havstrøm k
  - Somali havstrøm v
  - Mozambique havstrøm v
  - Leeuwin havstrøm v
  - Indonesiske gennemstrømning v
  - Nordækvatoriale havstrøm v
  - Sydækvatoriale havstrøm v
  - Indiske monsunstrøm v

- Sydhavet
  - Antarktiske circumpolare havstrøm k
  - Weddell hvirvlen k